# 伊弉諾神宮
伊弉諾神宮是位在日本兵庫縣淡路市的神社。為式內社（名神大社）、淡路國一宮、舊社格為官幣大社（現神社本廳的別表神社）。

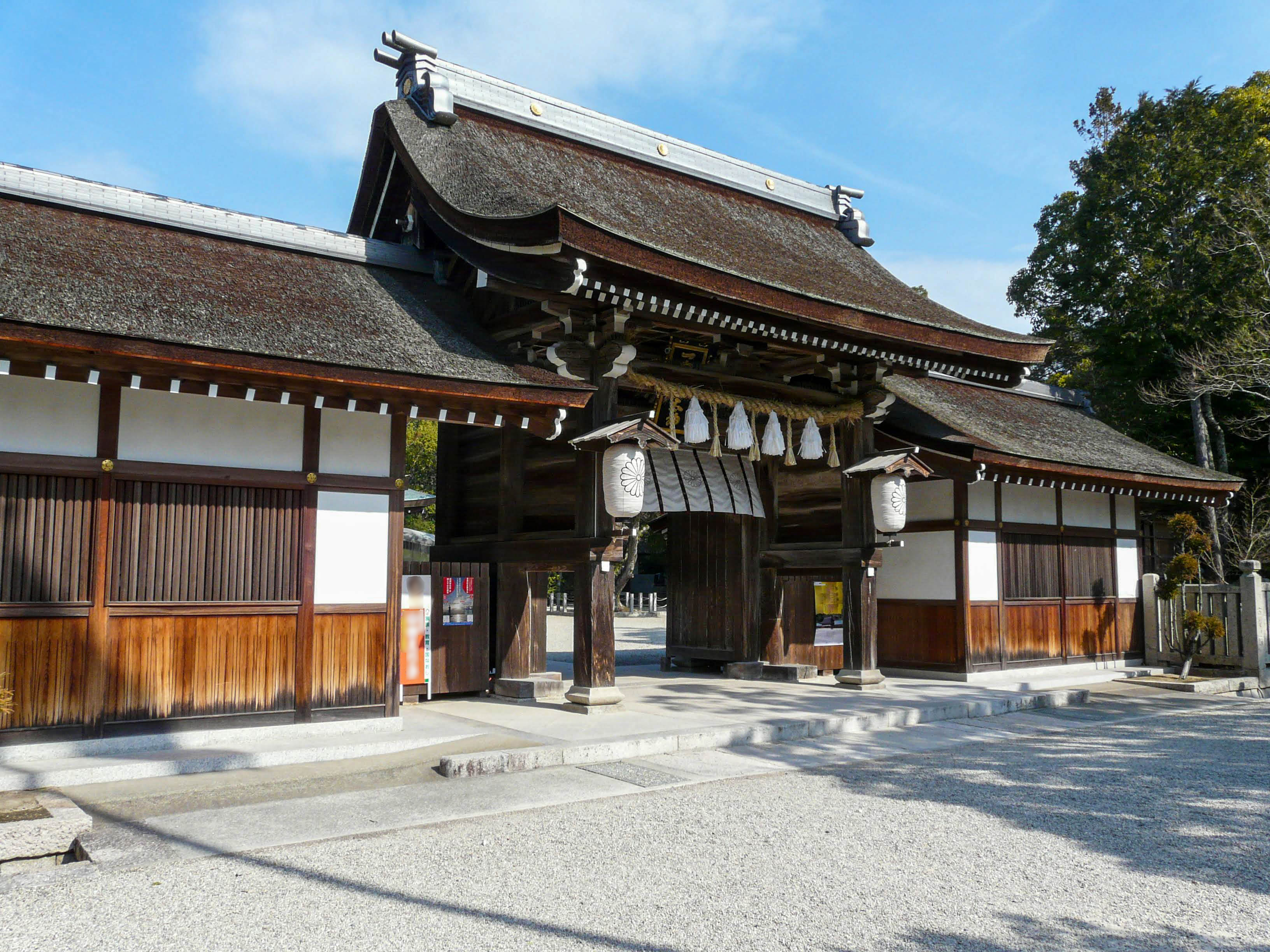
神門

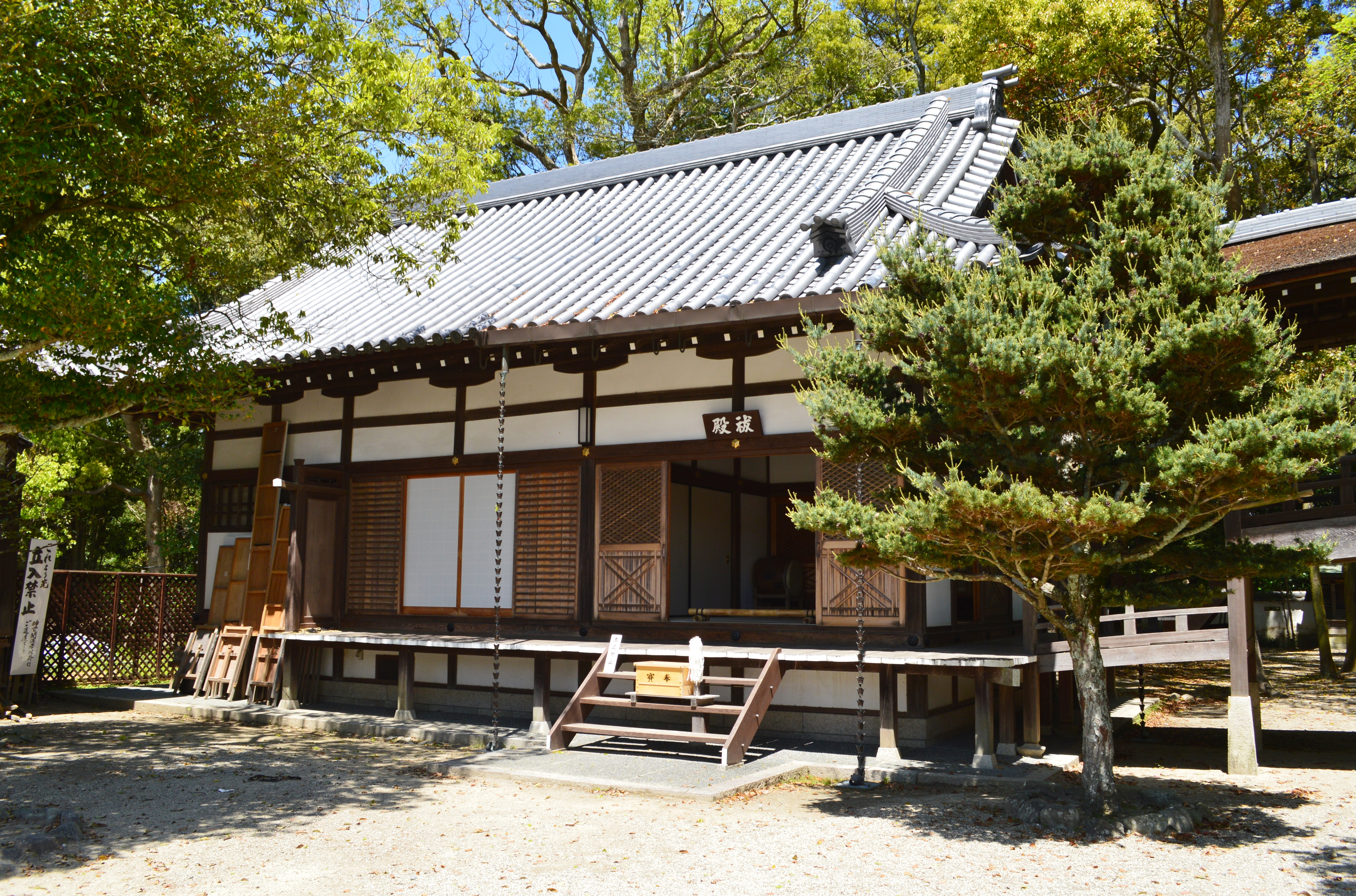
祓殿

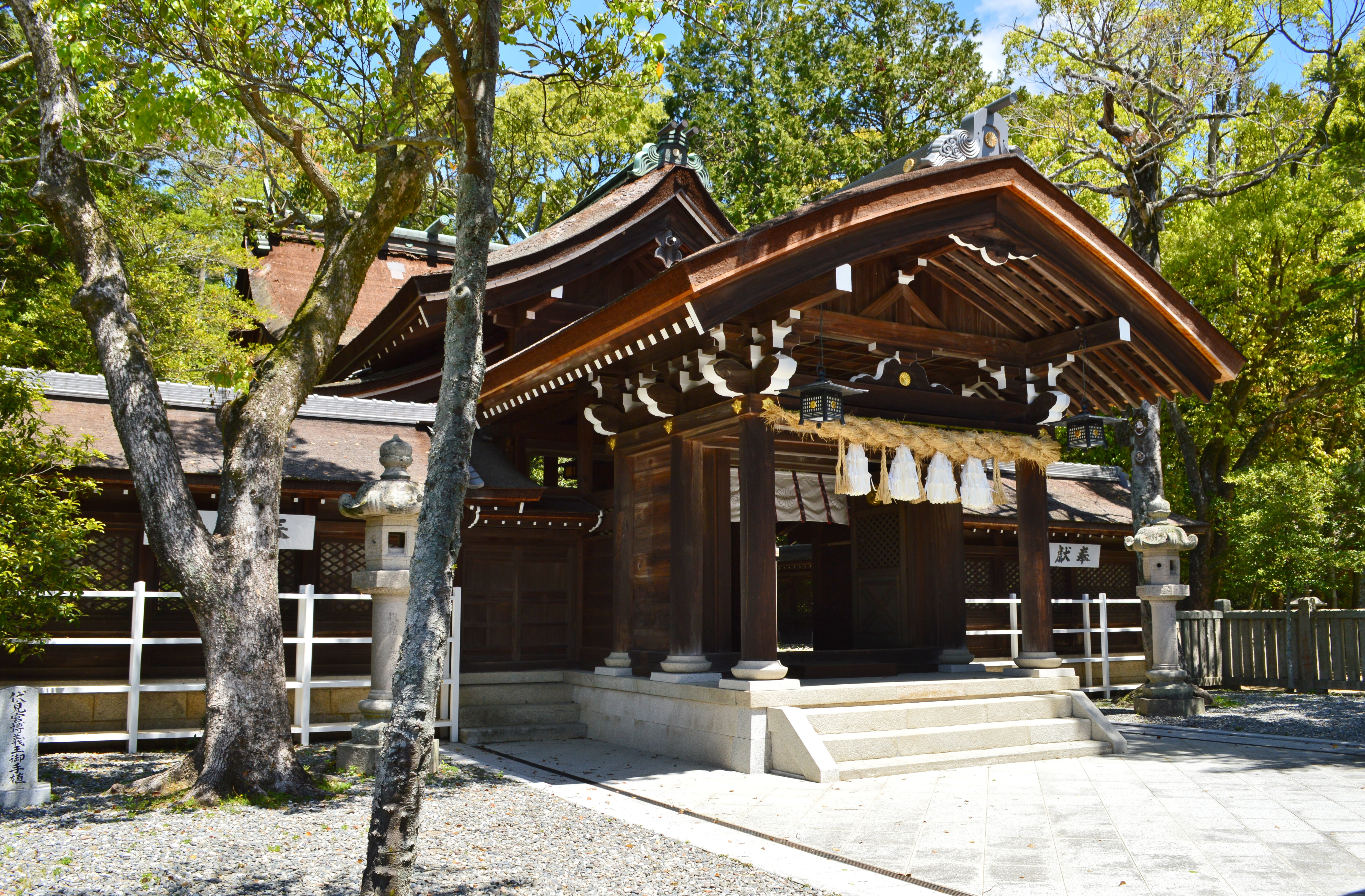
本殿

## 简介
根據《古事記》《日本書紀》的記載，伊奘諾尊將統治國家之大業委讓天照大御神後，居住在「幽宮」，此為伊弉諾神宮之起源。

## 關連項目
- 神宮
- 伊弉諾景氣

## 外部連結
- 伊弉諾神宮 （页面存档备份，存于）（玄松子）